# Strong Arm of the Law
Strong Arm of the Law je třetí studiové album anglické heavymetalové skupiny Saxon. Vyšlo 1. září roku 1980, tedy čtyři měsíce po vydání předchozí desky Wheels of Steel. Spolu se členy kapely desku produkoval Pete Hinton, který tuto funkci vykonával již na předchozí desce. Album se umístilo na jedenácté příčce britské hitparády.

## Seznam skladeb
1. Heavy Metal Thunder – 4:20
2. To Hell and Back Again – 4:44
3. Strong Arm of the Law – 4:39
4. Taking Your Chances – 4:19
5. 20,000 Ft. – 3:16
6. Hungry Years – 5:18
7. Sixth Form Girls – 4:19
8. Dallas 1 PM – 6:29

## Obsazení
- Biff Byford – zpěv
- Graham Oliver – kytara
- Paul Quinn – kytara
- Steve Dawson – baskytara
- Pete Gill – bicí